# J1 Casablanca
Das J1 Casablanca (offiziell Méditerranée Avenir Casablanca) ist ein World-Junior-Tennisturnier, das seit 1996 jährlich in der marokkanischen Stadt Casablanca von der International Tennis Federation ausgetragen wird. Die Sandplatzveranstaltung gehört der zweithöchsten Turnierkategorie G1 an und ist damit der wichtigste Tennisnachwuchswettbewerb Nordafrikas.

## Geschichte
Bei seiner Premiere 1996 zählte das damals noch Méditerranée 2000 heißende Turnier zur niedrigsten Kategorie G5. In den folgenden Jahren wurde der schrittweise heraufgestufte Wettbewerb zunächst abwechselnd auf Sand- und Hartplatz abgehalten, bevor die Entscheidung 1999 endgültig auf Sand als Spielbelag fiel. 2008 stieg das Turnier in die Klasse G1 auf und wurde 2013 vom Juli in die Vorbereitungsphase der French Open verschoben. Im Jahr darauf wurde der Wettkampf erneut verlegt und findet nun Anfang März statt.

## Siegerliste
Die Siegerlisten bestimmen Sandplatzspezialisten aus Europa. Bekannteste Siegerin des Turniers in die ehemalige Weltranglistenführende Jelena Janković

### Einzel
| Jahr                                    | Herren                                                 | Damen                                                  |                                                        |
| --------------------------------------- | ------------------------------------------------------ | ------------------------------------------------------ | ------------------------------------------------------ |
| ↓ Méditerranée 2000 – Kategorie: G5 ↓   |                                                        |                                                        |                                                        |
| 1996                                    | André Lopes                                            | Kaoutar Yazghi                                         |                                                        |
| 1997                                    | Badr Messaoudi                                         | Minette Weirich                                        |                                                        |
| ↓ Kategorie: G4 ↓                       |                                                        |                                                        |                                                        |
| 1998                                    | Roger Anderson                                         | Meriem Addou                                           |                                                        |
| ↓ Kategorie: G3 ↓                       |                                                        |                                                        |                                                        |
| 1999                                    | Hicham Fathi El Idrissi                                | Elsa O’Riain                                           |                                                        |
| 2000                                    | Ivan Cerović                                           | Jelena Janković                                        |                                                        |
| ↓ Kategorie: G2 ↓                       |                                                        |                                                        |                                                        |
| 2001                                    | Brendan Evans                                          | Zsuzsanna Babos                                        |                                                        |
| ↓ Méditerranée Avenir – Kategorie: G2 ↓ |                                                        |                                                        |                                                        |
| 2002                                    | Jarrett Chirico                                        | Sylvia Montero                                         |                                                        |
| 2003                                    | Mehdi Ziadi                                            | Anna-Maria Zubori                                      |                                                        |
| 2004                                    | Reda El Amrani                                         | Maïlyne Andrieux                                       |                                                        |
| 2005                                    | Stephen Donald                                         | Ksenija Mileuskaja                                     |                                                        |
| 2006                                    | Ričardas Berankis                                      | Tamaryn Hendler                                        |                                                        |
| 2007                                    | Mohamed Safwat                                         | Tanja Rajkowa                                          |                                                        |
| ↓ Kategorie: G1 ↓                       |                                                        |                                                        |                                                        |
| 2008                                    | Miguel Almeida                                         | Verónica Cepede Royg                                   |                                                        |
| 2009                                    | Micke Kontinen                                         | Mai Grage                                              |                                                        |
| 2010                                    | Joris De Loore                                         | Hanna Posnichirenko                                    |                                                        |
| 2011                                    | Matías Sborowitz                                       | Indy De Vroome                                         |                                                        |
| 2012                                    | Clément Geens                                          | Ioana Ducu                                             |                                                        |
| 2013                                    | Nikola Milojević                                       | Marie Bouzková                                         |                                                        |
| 2014                                    | Jaume Munar                                            | Paula Badosa Gibert                                    |                                                        |
| 2015                                    | Álvaro López San Martín                                | Bianca Turati                                          |                                                        |
| 2016                                    | Elliot Benchetrit                                      | Jodie Anna Burrage                                     |                                                        |
| 2017                                    | Alexei Popyrin                                         | Yasmine Mansouri                                       |                                                        |
| 2018                                    | Filip Cristian Jianu                                   | Yasmine Mansouri                                       |                                                        |
| 2019                                    | Matteo Arnaldi                                         | Séléna Janicijevic                                     |                                                        |
| 2020                                    | Wegen COVID-19-Pandemie nach Viertelfinale abgebrochen | Wegen COVID-19-Pandemie nach Viertelfinale abgebrochen | Wegen COVID-19-Pandemie nach Viertelfinale abgebrochen |

### Doppel
| Jahr                                    | Herren                                              | Damen                                               |                                                     |
| --------------------------------------- | --------------------------------------------------- | --------------------------------------------------- | --------------------------------------------------- |
| ↓ Méditerranée 2000 – Kategorie: G5 ↓   |                                                     |                                                     |                                                     |
| 1996                                    | Sergey Mikeladse André Lopes                        | Lamia Essaadi Meryem El Haddad                      |                                                     |
| 1997                                    | Foivos Michalopoulos Igor Ogrinc                    | Angela Cardoso Inès Zouabi                          |                                                     |
| ↓ Kategorie: G4 ↓                       |                                                     |                                                     |                                                     |
| 1998                                    | Robin Albrecht Daniel Leßke                         | Meryem El Haddad Meriem Addou                       |                                                     |
| ↓ Kategorie: G3 ↓                       |                                                     |                                                     |                                                     |
| 1999                                    | Tom Macquet Stephen Mitchell                        | Siham-Soumeya Ben Nacer Radhika Tulpule             |                                                     |
| 2000                                    | Ivan Cerović Hubert Suppan                          | Jelena Janković Bei'er Ko                           |                                                     |
| ↓ Kategorie: G2 ↓                       |                                                     |                                                     |                                                     |
| 2001                                    | Tiago Godinho Leonardo Tavares                      | Marta Domachowska Tatiana Golovin                   |                                                     |
| ↓ Méditerranée Avenir – Kategorie: G2 ↓ |                                                     |                                                     |                                                     |
| 2002                                    | Jesse Huta Galung Coen Van Keulen                   | Sylvia Montero Charlène Vanneste                    |                                                     |
| 2003                                    | Tristan Farron-Mahon Marc Spicijaric                | Magdalena Kiszczyńska Marta Leśniak                 |                                                     |
| 2004                                    | Ryan Sweeting Billy Timu                            | María Fernanda Álvarez Terán Roxane Vaisemberg      |                                                     |
| 2005                                    | Michal Konečný Błażej Koniusz                       | Natalija Orlowa Anouk Tigu                          |                                                     |
| 2006                                    | Ričardas Berankis Christopher Rungkat               | Stefanie Nunic Jessy Rompies                        |                                                     |
| 2007                                    | Tadayuki Longhi Yuki Matsuo                         | Fatima El Allami Nadia Lalami                       |                                                     |
| ↓ Kategorie: G1 ↓                       |                                                     |                                                     |                                                     |
| 2008                                    | William R. Parker Johannes Robert Van Overbeek      | Verónica Cepede Royg Camila Silva                   |                                                     |
| 2009                                    | Micke Kontinen John Morrissey                       | Fatma Al-Nabhani Vaszilisza Bulgakova               |                                                     |
| 2010                                    | Julien Cagnina Libor Salaba                         | Elke Lemmens Elise Mertens                          |                                                     |
| 2011                                    | William Kwok Yoshihito Nishioka                     | Elise Mertens Ayako Okuno                           |                                                     |
| 2012                                    | Fjedor Andrijenko Franko Miočić                     | Ioana Ducu Nina Stojanović                          |                                                     |
| 2013                                    | Rafael Antonio Coutinho Jaime Ignacio Galleguillos  | Britt Geukens Anna Jakowlewa                        |                                                     |
| 2014                                    | Pedro Martínez Jaume Munar                          | Viktória Kužmová Kristína Schmiedlová               |                                                     |
| 2015                                    | Lukáš Klein Patrik Nemá                             | Tereza Kolářová Tamara Zidanšek                     |                                                     |
| 2016                                    | Trent Bryde Aleksandar Donski                       | Lucie Kaňková Johana Marková                        |                                                     |
| 2017                                    | Dan Added Naoki Tajima                              | Lea Ma Zheng Qinwen                                 |                                                     |
| 2018                                    | Simon Anthony Iwanow Younes Lalami                  | Kamilla Rachimowa Lenka Stará                       |                                                     |
| 2019                                    | Flavio Cobolli Alex Martínez                        | Ljubow Kostenko Giulia Morlet                       |                                                     |
| 2020                                    | Wegen COVID-19-Pandemie nach Halbfinale abgebrochen | Wegen COVID-19-Pandemie nach Halbfinale abgebrochen | Wegen COVID-19-Pandemie nach Halbfinale abgebrochen |